# Оклендская гимназия

Эмблема гимназии

Оклендская гимназия (англ. Auckland Grammar School) — государственная средняя школа для мальчиков 9 — 13 класса в Окленде, Новая Зеландия.
Была основана в 1850 году генерал-губернатором Джорджем Греем и официально признана образовательным учреждением в 1868 году.
Является одной из крупнейших гимназий Новой Зеландии: в 2008 году в ней училось почти 2500 студентов.
На её территории расположены два объекта, внесённые в 1-ю категорию новозеландского Закона об исторических местах — главный корпус и военный мемориал, посвящённый выпускникам школы, принимавшим участие в различных войнах.

## Известные выпускники
- Белл, Фрэнсис
- Кроу, Рассел
- Никкол, Эндрю
- Ревелл, Грэм
- Спейт, Грехэм
- Хиллари, Эдмунд
- Хэмиш Картер — олимпийский чемпион